# أديل فان ريث
أديل فان ريث ولدت يوم 16 ديسمبر هي فيلسوفة ومقدمة و عارضة برامج تلفزيونية وإذاعية وكاتبة عمود و منتجة ومديرة راديو فرنسية .